# Фрегати класу F-22P
Фрегати класу F-22P (Zulfiquar) — фрегат побудований у Китаї для збройних сил Пакистану.
Контракт вартістю 750 мільйонів доларів був підписаний у 2005 році. Згідно з контрактом, китайська «CSTC» повинна була побудувати три фрегата загального призначення «F-22P» і передати технологію будівництва цього класу корабля Пакистану для власного будівництва 4-го примірника кораблів даного класу.
Три кораблі F-22P з іменами «Zulfiquar», «Shamsheer» і «Saif», які вже побудовані (китайська верф «Hudong Zhonghua») і передані пакистанським ВМС. КНР в рамках створення фрегатів даного класу також передала Пакистану 6 примірників палубного вертольота «Z-9EC».
Сталь для 4-го корабля серії F-22P пакистанського будівництва почали різати навесні 2009 року. Церемонію закладки кіля провели наприкінці року. Фрегат під назвою «Aslat» встане у стрій військово-морських сил Пакистану орієнтовно у 2013 році. Було також відомо про можливість замовлення ще однієї партії кораблів даного класу у кількості 4-х кораблів. Переговори про це розпочалися у 2007 році. Але на сьогодні контракт на новітні 4 фрегата класу «Zulfiquar» так і не був підписаний, будівництво кораблів досі не розпочалося.

## Історія створення кораблів F-22P
Можливість будівництва Китаєм кораблів для пакистанських ВМС обговорювалася з 90-х років минулого сторіччя. Проте підписати повний пакет документів на будівництво фрегатів загального призначення для пакистанських ВМС змогли лише навесні 2006 року. У контракті чітко прописані графіки фінансування будівництва та передачі технологій Пакистану. Передача трьох фрегатів відбувалася 30.07.2009 року, 23.01.2010 року та 15.12.2010 року. Ці три фрегати були закладені та побудовані на шанхайській верфі «Hudong Zhonghua», останній — четвертий фрегат, заклали 16.06.2011 року і мають завершити будівництво у 2013 році на пакистанській верфі Карачі. За укладеними угодами, КНР поставить 6 вертольотів палубного типу «Z-9EC» і боєприпаси для озброєння кораблів.
Головний фрегат «PNS Zulfiquar» спустили зі стапелів навесні 2008 року, передача пакистанським ВМС відбулася наприкінці липня 2009 року. При переході до Пакистану, у серпні 2009 року «PNS Zulfiquar» завітав з дружнім візитом до малайзійського порту Кланг, далі відвідав порт Коломбо (Шрі-Ланка), а на початку вересня. 12 вересня фрегат прибув до Пакистанської Карачі, де і відбулася церемонія введення його у дію 19.09.2009 року. Наступний фрегат «PNS Shamsheer» спущено з стапелів шанхайської верфі у жовтні 2008 року. Церемонію введення в дію провели на китайській верфі, після проведення якої, фрегат через чотири дні прибув до Пакистану. Останній — третій корабель «PNS Saif» китайського будівництва передали пакистанським військово-морським силам 15.09.2009 року. За заявами командувача ВМС Пакистану адмірала Н.Башіру, Пакистан має намір збільшити чисельність кораблів ВМС новими кораблями, можливо, мова йде про проекти F-22P / F-23P. Обговорення такої можливості побудови кораблів КНР для пакистанських ВМС почалося ще у 2007 році.

## Устрій, конструкція і озброєння F-22P
При будівництві корпусу використані технології зменшення радарного виявлення, які використовуються при будівництві китайських кораблів типу 054 (Технології типу «Стелс»). Технологія зменшує ймовірність виявлення фрегата РЛС, встановленими на кораблях і літаках противника. Крім цього, зменшена ймовірність точного наведення і захоплення цілі ПКР. Артилерійське озброєння фрегата — корабельна гармата калібру 76.2 мм типу «АК-176М», яка є китайською модифікацією радянської універсальної артустановки. Основна відмінність китайської модифікації артустановки — перепроектована башта для зменшення радарного виявлення. Призначення гармати — ураження легких ворожих кораблів, літаків, безпілотників і ПКР. Перед артустановкою встановлено два пускових шестиствольних «RDC-32» протичовнового призначення.

### Ракетне озброєння
Ракетне озброєння корабля — протикорабельна ракета С-802 (вісім одиниць) встановлені у 2-х пускових установках по 4 одиниці в кожній. Пускові установки встановлені між фок-щоглою і трубою. ПУ мають сумісність з протичовновими ракетами, і в них можуть бути встановлені ракети для ураження кораблів або підводних човнів.
Для протиповітряної / протиракетної оборони використовується комплекс «FM-90N» (Hongqi-7) з вісьмома ракетами типу «земля-повітря». «Hongqi-7» встановлено між артустановкою і рубкою управління. Зенітний комплекс може протидіяти декільком цілям, таким як низколетячим ПКР або повітряним апаратам (безпілотникам) на відстані до 6 кілометрів, літакам і вертольотам до 12 кілометрів. Зенітно-артилерійський комплекс «CIWS» — тип 730В, встановлено на ангарі. Має на озброєнні дві спарені семи стволові 30 мм установок типу «gatling» і фрегат «F-22P» перший з такою установкою. Комплекс має радар «Type 347G», електрооптичні датчики «OFC-3» і сенсори. «CIWS» може бути модернізований і замість 30 мм спарених установок отримати ракетну систему типу «FL-3000N» сучасного виконання (вистрілив і забув).
Протичовновий вертоліт Z-9EC обладнаний радаром, який опускається гідролокатором. Має системи попередження та навігації. Може нести на підвісці правого борту одну торпеду. Може використовуватися для наведення ракет С-802 на великих відстанях.

## Основні характеристики
- Водотоннажність 2.5 тисячі тонн
- Довжина 123 метра
- Ширина 13.8 метри
- Осадка 3.7 метра
- Силова установка «CODAD»
- Швидкість ходу до 54 км/год.
- Дальність ходу 7.5 тисячі кілометрів
- Екіпаж 170 осіб
- Додаткове озброєння: торпеди — 2х3 «ET-52C»; ПЛР — 2 × 6-cell RDC-32
- Кораблі проекту F-22P: PNS Zulfiquar бортовий номер 251; PNS Shamsheer бортовий номер 252; PNS Saif бортовий номер 253; PNS Aslat бортовий номер 254